# Rudnia Poczajowska (stacja kolejowa)
Rudnia Poczajowska (ukr. Рудня-Почаївська, ros. Рудня-Почаювская) – stacja kolejowa w miejscowości Rudnia, w rejonie dubieńskim, w obwodzie rówieńskim, na Ukrainie.
Stacja powstała w czasach carskich na linii Kolei Południowo-Zachodniej.